# Erica blaerioides
Erica blaerioides är en ljungväxtart. Erica blaerioides ingår i släktet klockljungssläktet, och familjen ljungväxter.

## Underarter
Arten delas in i följande underarter:
- E. b. blaerioides
- E. b. hirsuta